# Rabdophaga latebrosa
Rabdophaga latebrosa är en tvåvingeart som först beskrevs av Ephraim Porter Felt 1909.  Rabdophaga latebrosa ingår i släktet Rabdophaga och familjen gallmyggor.
Artens utbredningsområde är New York. Inga underarter finns listade i Catalogue of Life.